# 2017年世界游泳錦標賽
第十七屆世界游泳錦標賽於2017年7月14日至7月30日在匈牙利布達佩斯舉行。

## 主辦權
2011年7月15日，國際泳總在2011年世界游泳錦標賽主辦城市上海舉行的兩年一度會員大會上宣佈由墨西哥瓜達拉哈拉取得本屆賽事的主辦權。俄羅斯喀山在同一場投票中獲得2015年世界游泳錦標賽的主辦權。
2015年2月，墨西哥世錦賽承辦組織表示他們無法承擔主辦該賽事所需要的1億元美金，所以退出主辦權。2015年3月11日，宣布由布達佩斯主辦2017年世錦賽。

## 場館
游泳和跳水賽事於全新落成的多瑙河體育館舉行，該場館正好座落於多瑙河東岸、接近瑪格麗特島北端處。巴拉頓湖舉辦公開水域賽事，水球比賽則於阿爾弗雷德-哈約什國家游泳館進行。水上芭蕾和高空跳水賽事則分別在城市公園與拉約什廣場的臨時場地舉行。

## 赛程
| ● | 开幕典礼 | ● | 预赛 | ● | 决赛 | ● | 闭幕典礼 | M | 男子赛事 | W | 女子赛事 |

| 7月          | 14日 | 15日 | 16日 | 17日 | 18日 | 19日 | 20日 | 21日 | 22日 | 23日 | 24日 | 25日 | 26日 | 27日 | 28日 | 29日 | 30日 |
| ------------ | ---- | ---- | ---- | ---- | ---- | ---- | ---- | ---- | ---- | ---- | ---- | ---- | ---- | ---- | ---- | ---- | ---- |
| 典礼         | ●    |      |      |      |      |      |      |      |      |      |      |      |      |      |      |      | ●    |
| 游泳         |      |      |      |      |      |      |      |      |      | ●    | ●    | ●    | ●    | ●    | ●    | ●    | ●    |
| 公开水域游泳 |      | ●    | ●    | ●    | ●    |      | ●    |      | ●    |      |      |      |      |      |      |      |      |
| 花样游泳     | ●    | ●    | ●    | ●    | ●    | ●    | ●    | ●    | ●    |      |      |      |      |      |      |      |      |
| 跳水         | ●    | ●    | ●    | ●    | ●    | ●    | ●    | ●    | ●    |      |      |      |      |      |      |      |      |
| 高空跳水     |      |      |      |      |      |      |      |      |      |      |      |      |      |      | ●    | ●    | ●    |
| 水球         |      |      | W    | M    | W    | M    | W    | M    | W    | M    | W    | M    | W    | M    | W    | M    |      |

## 獎牌榜
*   主辦國
| 排名 | 国家／地区 | 金牌 | 银牌 | 铜牌 | 總數 |
| ---- | ---------- | ---- | ---- | ---- | ---- |
| 1    | 美国       | 21   | 12   | 13   | 46   |
| 2    | 中国       | 12   | 12   | 6    | 30   |
| 3    | 俄罗斯     | 11   | 6    | 8    | 25   |
| 4    | 法国       | 6    | 1    | 2    | 9    |
| 5    | 英国       | 5    | 3    | 3    | 11   |
| 6    | 意大利     | 4    | 3    | 9    | 16   |
| 7    |            | 3    | 5    | 4    | 12   |
| 8    | 瑞典       | 3    | 1    | 0    | 4    |
| 9    | 匈牙利     | 2    | 5    | 2    | 9    |
| 10   | 巴西       | 2    | 4    | 2    | 8    |
| 11   | 西班牙     | 1    | 5    | 0    | 6    |
| 12   | 荷兰       | 1    | 4    | 1    | 6    |
| 13   | 加拿大     | 1    | 1    | 5    | 7    |
| 14   | 马来西亚   | 1    | 0    | 1    | 2    |
| 14   | 南非       | 1    | 0    | 1    | 2    |
| 16   | 克罗地亚   | 1    | 0    | 0    | 1    |
| 17   | 日本       | 0    | 4    | 5    | 9    |
| 18   | 乌克兰     | 0    | 2    | 7    | 9    |
| 19   | 德国       | 0    | 2    | 1    | 3    |
| 20   | 墨西哥     | 0    | 2    | 0    | 2    |
| 21   | 朝鲜       | 0    | 1    | 1    | 2    |
| 22   | 捷克       | 0    | 1    | 0    | 1    |
| 22   | 厄瓜多尔   | 0    | 1    | 0    | 1    |
| 22   | 波兰       | 0    | 1    | 0    | 1    |
| 25   | 白俄罗斯   | 0    | 0    | 2    | 2    |
| 26   | 丹麦       | 0    | 0    | 1    | 1    |
| 26   | 埃及       | 0    | 0    | 1    | 1    |
| 26   | 塞尔维亚   | 0    | 0    | 1    | 1    |
| 26   | 新加坡     | 0    | 0    | 1    | 1    |
| 总计 | 总计       | 75   | 76   | 77   | 228  |

## 參賽國家
- 阿富汗（2）
- 阿尔巴尼亚（4）
- 阿尔及利亚（5）
- 美属萨摩亚（1）
- 安道尔（2）
- 安哥拉（5）
- 安提瓜和巴布达（4）
- 阿根廷（16）
- 亚美尼亚（3）
- 阿鲁巴（5）
- （95）
- 奥地利（12）
- 阿塞拜疆（3）
- 巴哈马（2）
- 巴林（2）
- （3）
- 巴巴多斯（4）
- 白俄罗斯（36）
- 比利时（4）
- （3）
- 玻利维亚（6）
- 波斯尼亚和黑塞哥维那（9）
- 博茨瓦纳（4）
- 巴西（72）
- （1）
- 汶莱（4）
- 保加利亚（10）
- 布基纳法索（3）
- 布隆迪（3）
- 柬埔寨（3）
- 加拿大（84）
- 开曼群岛（1）
- 中非共和国（2）
- 智利（10）
- 中国（110）
- 中华台北（9）
- 哥伦比亚（27）
- 科摩罗（3）
- 库克群岛（2）
- 哥斯达黎加（20）
- 科特迪瓦（4）
- 克罗地亚（29）
- 古巴（19）
- （3）
- 塞浦路斯（4）
- 捷克（28）
- 丹麦（15）
- 吉布提（3）
- （5）
- 厄瓜多尔（9）
- 埃及（27）
- 萨尔瓦多（4）
- 爱沙尼亚（8）
- 法罗群岛（4）
- 斐济（3）
- 芬兰（12）
- （2）
- 法国（68）
- 冈比亚（2）
- （7）
- 德国（65）
- （4）
- 英国（58）
- 希腊（65）
- 格林纳达（3）
- 关岛（3）
- 危地马拉（6）
- 几内亚（3）
- 圭亚那（3）
- 海地（3）
- 洪都拉斯（4）
- 中国香港（16）
- 匈牙利（94）（主办国）
- 冰岛（4）
- 印度（6）
- 印度尼西亚（28）
- 伊朗（2）
- 伊拉克（3）
- 爱尔兰（7）
- 以色列（37）
- 意大利（103）
- 牙买加（6）
- 日本（88）
- 约旦（6）
- （53）
- （4）
- 朝鲜（27）
- 韩国（31）
- 科索沃（4）
- （4）
- 老挝（3）
- 拉脱维亚（7）
- 黎巴嫩（4）
- 利比亚（2）
- 列支敦士登（6）
- 立陶宛（11）
- 卢森堡（7）
- 中国澳门（25）
- 马其顿（3）
- 马达加斯加（4）
- 马拉维（3）
- 马来西亚（19）
- 马尔代夫（4）
- （3）
- 马耳他（3）
- 马绍尔群岛（3）
- 毛里求斯（3）
- 墨西哥（58）
- 密克罗尼西亚（3）
- 摩尔多瓦（4）
- 摩纳哥（2）
- 蒙古（4）
- （18）
- 摩洛哥（3）
- 莫桑比克（4）
- 纳米比亚（5）
- 尼泊尔（4）
- 荷兰（51）
- 新西兰（37）
- 尼加拉瓜（3）
- （3）
- 尼日利亚（3）
- 北马里亚纳群岛（4）
- 挪威（3）
- 阿曼（1）
- 巴基斯坦（3）
- 帕劳（3）
- 巴勒斯坦（3）
- 巴拿马（8）
- 巴布亚新几内亚（2）
- 巴拉圭（6）
- 秘鲁（4）
- 菲律宾（9）
- 波兰（31）
- 葡萄牙（14）
- 波多黎各（4）
- （2）
- 罗马尼亚（7）
- 俄罗斯（107）
- 卢旺达（3）
- 圣卢西亚（3）
- 圣文森特和格林纳丁斯（2）
- 萨摩亚（3）
- 塞内加尔（7）
- 塞尔维亚（28）
- 塞舌尔（4）
- （3）
- 新加坡（21）
- 斯洛伐克（28）
- 斯洛文尼亚（7）
- 南非（69）
- 西班牙（63）
- 斯里兰卡（4）
- 苏里南（3）
- Suspended Member Federation (2)
- （3）
- 瑞典（11）
- 瑞士（30）
- 叙利亚（6）
- （4）
- 坦桑尼亚（3）
- 泰国（4）
- 东帝汶（1）
- 多哥（2）
- （3）
- 特立尼达和多巴哥（2）
- 突尼斯（6）
- 土耳其（6）
- （4）
- 乌干达（3）
- 乌克兰（49）
- 阿拉伯联合酋长国（1）
- 美国（135）
- 乌拉圭（4）
- （22）
- 委内瑞拉（23）
- 越南（6）
- （2）
- 也门（3）
- 赞比亚（3）
- 津巴布韦（4）

## 外部連結
- 官方网站

| 前任： · 2015年世界游泳錦標賽 · 俄羅斯喀山 | 2017年世界游泳錦標賽 · 匈牙利布達佩斯 · | 繼任： · 2019年世界游泳錦標賽 · 光州廣域市 |